# На расстоянии любви
«На расстоянии любви» (англ. Going the Distance) — американская романтическая комедия 2010 года с Дрю Бэрримор и Джастином Лонгом в главных ролях. Фильм начали снимать в Нью-Йорке в июле 2009 года, а мировая премьера состоялась 27 августа 2010 года.

## Сюжет
Теглайн фильма: «Любовь обмену и возврату не подлежит».
Эрин, 31-летняя аспирантка, испытывающая проблемы в личной жизни, недавно получила работу стажёра в нью-йоркской газете. В баре она знакомится с Гарреттом и у них завязываются отношения. Они и не думали, что у романа может быть продолжение, ведь через шесть недель Эрин должна вернуться в Сан-Франциско, однако вскоре поняли, что не могут друг без друга.
Друзья Гарретта Бокс и Дэн не хотят терять своего собутыльника из-за очередного романа, а старшая сестра Эрин, Коринн, удерживает её от этих отношений. Но несмотря на разделяющее их расстояние и протесты друзей и родных, Эрин и Гарретт пытаются преодолеть расстояние любви.

## В ролях
| Актёр             | Роль    |
| ----------------- | ------- |
| Дрю Бэрримор      | Эрин    |
| Джастин Лонг      | Гарретт |
| Чарли Дэй         | Дэн     |
| Джейсон Судейкис  | Бокс    |
| Кристина Эпплгейт | Коринн  |
| Келли Гарнер      | Брианна |
| Натали Моралес    | Бренди  |
| Джун Рафаэль      | Карен   |
| Рон Ливингстон    | Уилл    |
| Роб Риггл         | Рон     |
| Лейтон Мистер     | Эми     |

## Саундтрек
1. Generationals — «Either Way»
2. Georgie James — «Places»
3. Katie Herzig — «Hey Na Na»
4. Albert Hammond, Jr. — «In Transit»
5. The Cure — «Just Like Heaven»
6. The Pretenders — «Don’t Get Me Wrong»
7. The Boxer Rebellion — «Spitting Fire»
8. Cat Power — «Could We»
9. Band of Skulls — «Cold Flame»
10. Eels — «Prizefighter»
11. Passion Pit — «The Reeling» (Groove Police Remix)
12. Fanfarlo — «Harold T. Wilkins, Or How To Wait For A Very Long Time»
13. The Replacements — «Here Comes A Regular»
14. The Boxer Rebellion — «If You Run»
15. Готье — «Learnalilgivinanlovin»
16. The Airborne Toxic Event — «Half Of Something Else»